# Skander Medelgi
Skander Medelgi, né le 17 juin 1933 à Tunis et mort le 1er juillet 2003 à Neuilly-sur-Seine, est un joueur et entraîneur de football tunisien.
Il évolue au poste de milieu de terrain au sein du Club africain. Il occupe ensuite le poste de directeur technique dans les catégories jeunes. Il guide également brièvement l'équipe fanion. Il entraîne ensuite plusieurs équipes et termine sa carrière comme directeur technique des jeunes à l'Espérance sportive de Tunis.

## Carrière
- Footballeur :
  - 1951-1959 : Club africain (Tunisie)[2]
- Entraîneur :
  - 1964-1966 : Stade sportif sfaxien (Tunisie)
  - 1967-1968 : Avenir sportif de La Marsa (Tunisie)
  - 1968-1969 : Olympique de Béja (Tunisie)
  - 1970-1971 : Stade sportif sfaxien (Tunisie)
  - 1971-1972 : Club africain (Tunisie)
  - 1973-1974 : Sporting Club de Ben Arous (Tunisie)
  - 1976-1977 : Stade tunisien (Tunisie)
  - 1977-1980 : Club sportif des cheminots (Tunisie)
  - 1996-2000 : Espérance sportive de Tunis (Tunisie), directeur technique des jeunes